# Nidalia dissidens
Nidalia dissidens är en korallart som beskrevs av Verseveldt och Bayer 1988. Nidalia dissidens ingår i släktet Nidalia och familjen Nidaliidae. Inga underarter finns listade i Catalogue of Life.